# 티그레스 데 아라과
티그레스 데 아라과 (Tigres de Aragua)는 베네수엘라 아라과 주 마라카이에 위치한 프로 야구팀이다. 베네수엘라 프로페셔널 베이스볼 리그 소속이며, 에스타디오 호세 페레즈 콜메나레스 야구장을 홈구장으로 사용하고 있다. 리그 8회 우승 및 캐리비안 시리즈 1회 우승 기록을 보유하고 있다.

## 야구단 정보
| 감독   | 26 웰비 바일레이 |
| 코치   | 48 아스드루발 에스트라다 (1루 코치) · 62 프랑크 토레스 (벤치 코치) · -- 밥 그리메스 (수석 코치) · -- 호세 루이스 빌레라 (보조 코치) · 64 그레그 사바트 (투수 코치) · 1 로돌포 헤르난데즈 (3루 코치) · 54 헤수스 가르세스 (벤치 코치) · 42 마크 부다스카 (타격 코치) · 19 루이스 라미레즈 (불펜 코치)           |
| 투수   | 60 요르만 바자르도 · 59 암바이오릭스 버르고스 · 38 프란치스코 버토 · 29 세사르 시우르시카 · 34 헤수스 델가도 · 32 더린 다운스 · 47 로스만 가르시아 · 67 윌프레도 레데즈마 · 50 호세 미자레스 · 15 빅토르 모레노 · 56 세르지오 페레즈 · 39 조안 피노 · 43 호세 론드레스 · 45 잭 세고비아 · 41 카를로스 바스케즈 |
| 포수   | 25 라울 차베즈 · 31 조스밀 핀토 · 40 윌슨 라모스 · 7 기예르모 로드리게스 |
| 내야수 | 9 에드가르도 알폰조 · 20 라몬 카스트로 · 5 로니 세데뇨 · 21 호세 가르시아 · 23 엑토르 히메네스 · 2 루이스 에르난데즈 · 3 루이스 마사 · 4 알렉스 누녜즈 · 12 얀제르비스 소라테 |
| 외야수 | 22 안토니 고세 · 85 라스팅스 밀레즈 · 8 호넬 파체코 · 17 알렉스 로메로 |

## 같이 보기
- 베네수엘라 프로페셔널 베이스볼 리그